# ベイクドポテト

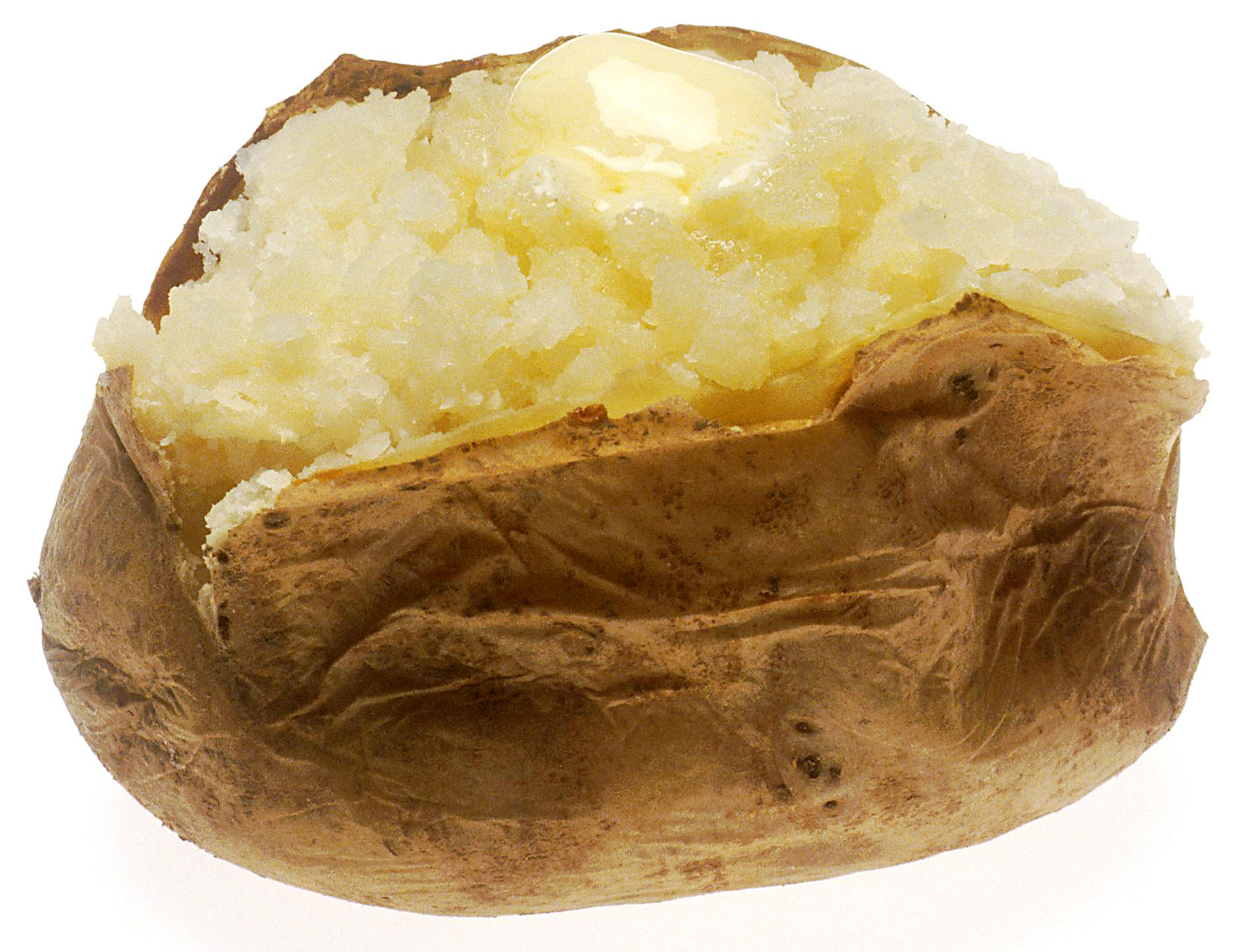
ベイクドポテトのバター添え

ベイクドポテト（英: baked potato）は、ジャガイモを焼き上げた料理である。中にバター、チーズ、ハム、または鶏肉などの詰め物を入れ調理する場合もある。簡単な料理であるため、キャンプでよく食べられている。英語の発音上は無声音kの後の過去分詞の-edのため「ベイクト」ポテトと書くほうが近い。
イギリスでは、皮がついたままのベイクドポテトをジャケットを着ていると見なして、ジャケットポテト（英: jacket potato）と呼ぶことがある。

## 調理
キングエドワードのような男爵種が、大きさや堅さが他品種よりも調理に適している。
ジャガイモは対流式オーブン、バーベキューグリル、あるいは焚き火で焼く。大量のジャガイモを焼いて保温するための特別に設計したオーブンを使用するレストランもある。ジャガイモの表面は、調理の前にこすり洗いして芽と表面の傷んだ部分を削り、更に油またはバターと塩をまぶすことがある。丸ごと焼く場合、調理時間は通常のオーブンで1 - 2時間かかる。くし型やスティック状などに切り分けてから焼く場合はオーブンで15 - 20分程度である。オーブンでの調理時にアルミホイルで包むことにより水分を留めることができるが、包まない場合は表面をカリカリにできる。バーベキューの焚き火や炭火で調理するときはホイルで包んで焦げを防ぐ。炭火の中でのジャガイモ直焼は、表面が焦げて食べられないが中は上手く焼ける。内部の温度が摂氏99度（華氏210度）に達し、串が容易に中まで刺されば食べることができる。
電子レンジでベイクトポテト風に蒸すこともある。焼けないので表面は通常カリカリにならないが、出力とジャガイモの大きさにより6 - 12分程度加熱する。ジャガイモをフォークまたはナイフで刺して、調理中の蒸気を逃がすようにする。ジャガイモの表面に穴をあけずに電子レンジで調理すると、発生する蒸気の内圧で爆発することがある。
焼き上がった後の食べ方では、切り目をいれ皮を剥いて中の柔らかく水分のある部分だけを食べる人もいるが、皮ごとカリカリの味と食感を楽しむ人もいる。栄養の点では、ビタミン、ミネラル、および微量元素の大部分は皮および皮の近くに含まれている。ジャガイモを焼くと、長い焼き時間に成分が壊れ続けるため、ビタミンCの20 - 40%が損なわれる。小さなジャガイモを短時間で調理した場合、大きなものよりも多くのビタミンCが留まる。ジャガイモを食べると太るとの誤解があるが、ベイクドポテトは健康的なダイエットで使用される。
レストランでステーキなどのサイドオーダーとして出される。

## 種類
焼いたジャガイモの中をくりぬいて皮を容器として残し調理することがある。中身にチーズ、バター、クリームやベーコンビッツなどの様々な食材を混ぜ、皮の容器に戻してオーブンで再加熱する。米国ではloaded potato skin、filled potato、 twice baked potatoとして知られる。イギリスではジャケットポテトと呼び、米国よりも様々な種類の食材を混ぜる。ベイクドビーンズ、カレー味の鶏肉、ツナ、クルマエビのフィリングが人気で、スコットランドではハギスを使用することもある。

## 各国の種類

### 北米
ベイクドポテトは、多くのレストランでバター、サワークリーム、チャイブ、刻みチーズ、ベーコンビッツなどを添えて供される。添え物は通常別料金で、好みに応じて注文する。
調理前に油と塩をまぶすことで、皮をよりカリカリにする。
Spud（ベイクドポテト専門店）のベイクドポテトは、副菜なしの食事に十分な大きさである。
ノーザン・パシフィック鉄道では有名なベイクドポテトが販売されている。『Great Big Baked Potato』の歌（作詞：N.R. Streeter、H. Caldwell 作曲：Oliver George）は、この料理を歌ったものである

### イギリス
イギリスでは、ベイクドポテトはジャケットポテトと呼ばれることがある。ベイクドポテトはイギリスで長年親しまれている。19世紀中頃、秋か冬にかけて行商人が路上でジャケットポテトを販売していた。ロンドンでは、毎日数十トンのベイクドポテトがこの方法で販売されたと推定されている。イギリスで人気のジャケットポテトのフィリング（またはトッピング）は、チーズ&ビーンズ、ツナマヨネーズ、チリコンカーン、チキン&ベーコンである。
ガイ・フォークス・ナイトは、篝火の残り火で焼いたベイクドポテトを食べる伝統があった。しかしながら、この風習はもはや一般的でなくなり一年中食べられるようになった。
健康的ファストフードのひとつとして、ベイクドポテトはイギリスの軽食やレストランの食事として再び人気となった。

### トルコ
様々なフィリング入りのベイクドポテト、クンピル（Kumpir）はトルコで人気のファストフードである。基本的に、ジャガイモをホイルで包んで特別なオーブンで焼いて作る。ジャガイモは中身を澄ましバター、ピュレ、カセリ（kaşer）チーズと混ぜる。これ以外にも様々な食材、マヨネーズ、ケチャップ、ピクルス、スイートコーン、薄切りソーセージ、ニンジン、マッシュルーム、ロシア風サラダが加えられる。
イスタンブール、オルタキョイのカフェで作るクンピルは更に多くの食材が使われ、特に観光客に人気がある。

### ロシア
様々なフィリング入りのベイクドポテトは伝統的なロシア料理と見なされないが、ファストフードとして人気を集めている。

### スウェーデン
スウェーデンでは、ジャガイモに多くの切り込みを入れて作ったハッセルバックポテトが食されている。